# 백인걸 선생 묘
백인걸 선생 묘(白仁傑 先生 墓)는 대한민국 경기도 양주시 광적면 효촌리에 있는, 조선시대 중기의 유학자이자 청백리의 한 사람이던 휴암(休庵) 백인걸(1497년 ∼ 1579년) 선생의 묘소이다. 1981년 7월 26일 경기도의 기념물 제58호로 지정되었다.

## 개요
조선 중기의 유학자이자 청백리의 한 사람이던 휴암(休庵) 백인걸(1497∼1579) 선생의 묘소이다.
조광조의 문하에서 학문을 배웠으며, 중종 3년(1537) 문과에 급제한 뒤 대사간, 대사헌 등 여러 관직을 거쳤다. 선조 즉위년(1567)에 양주 목사로 있으면서 고을을 잘 다스려 주민들이 기념비를 세워주었다. 선조 12년(1579)에 조정이 동인과 서인으로 나뉘어 당파를 짓는 폐단에 대해 논하고 군비강화를 강조하였다.
묘를 정면으로 하여 왼쪽 편으로는 묘비가 서 있으며, 묘 앞에는 단을 쌓았는데 좌우로 동자상·망주석·문인석이 각 1쌍씩 놓여 있다. 묘소 아래에는 신도비(神道碑:왕이나 고관 등의 평생업적을 기리기 위해 무덤 근처 길가에 세운 비)가 있는데 송시열이 글을 짓고 송준길이 글씨를 쓴 것이다.

## 같이 보기
- 백인걸

## 참고 문헌
- 백인걸선생묘 - 국가유산청 국가유산포털